# Neolitsea cassia
Neolitsea cassia là loài thực vật có hoa trong họ Nguyệt quế. Loài này được (L.) Kosterm. miêu tả khoa học đầu tiên năm 1952.